# Rudy, repte a la glòria
Rudy, repte a la glòria (títol original: Rudy) és una pel·lícula estatunidenca de David Anspaugh estrenada el 1993 i doblada al català.
Aquesta pel·lícula està basada en fets reals. Daniel "Rudy" Ruettiger somia jugar amb l'equip universitari de futbol americà dels Notre Dame Fighting Irish. Ho posa tot per aconseguir aquest objectiu.
La pel·lícula va ser estrenada el 13 d'octubre de 1993 per TriStar Pictures. És protagonitzada per Sean Astin com el personatge del títol, juntament amb Ned Beatty, Jason Miller i Charles S. Dutton. El guió va ser escrit per Angelo Pizzo, que va crear Hoosiers (1986). La pel·lícula va ser filmada a Illinois i Indiana.

## Argument
Daniel Eugene "Rudy" Ruettiger, fill, creix a Joliet, Illinois, i somia amb jugar a futbol americà a la Universitat de Notre Dame. Si bé aconsegueix un cert èxit amb el seu equip de l'escola preparatòria Catòlica Joliet, li falten les qualificacions i diners per anar a Notre Dame, per no esmentar la grandària i el físic. Ruettiger era molt més petit que un jugador de futbol americà mitjà amb 1,68 m (5'6") i un pes de 75 kg, (165 lliures).
Ruettiger aconsegueix una feina en una siderúrgica local, amb el seu pare Daniel Ruettiger (Ned Beatty), un fanàtic de Notre Dame, es prepara per casar-se amb la seva xicota Sherry (Lili Taylor). Però quan Pete (Christopher Reed), el seu millor amic mor en una explosió accidental a la fàbrica, Rudy decideix seguir el seu somni d'anar a Notre Dame i jugar amb els Irish Fighters, encara que tothom li diu que això és impossible.

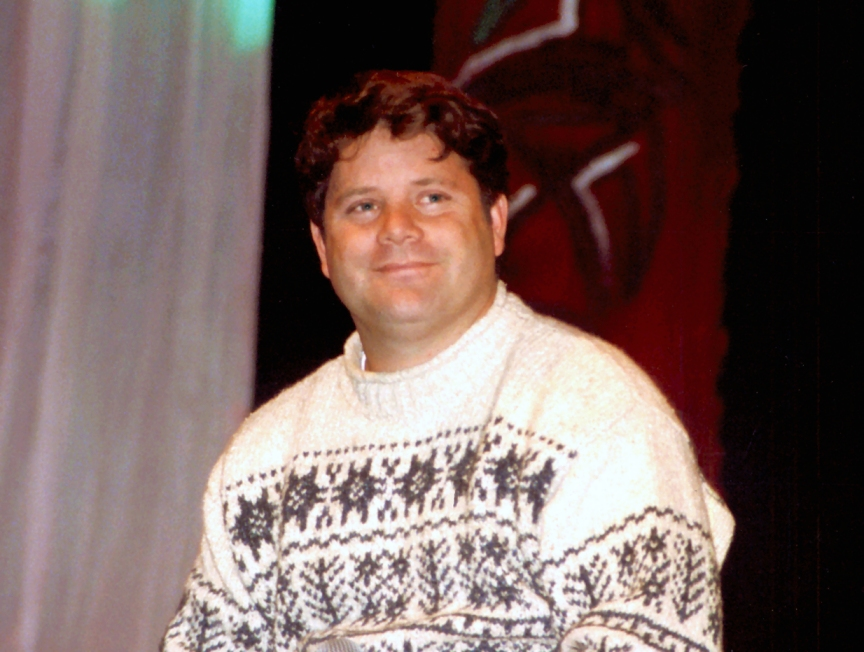
L'actor Sean Astin (Rudy Ruettiger)

## Repartiment
- Sean Astin: Daniel "Rudy" Ruettiger
- Jon Favreau: D-Bob
- Ned Beatty: Daniel Ruettiger, Sr.
- Charles S. Dutton: Fortune
- Jason Miller: Ara Parseghian
- Scott Benjaminson: Frank Ruettiger
- Lili Taylor: Sherry
- Robert Prosky: Pare John Cavanaugh
- Vince Vaughn: Jamie O'Hara
- Chelcie Ross: Dan Devine
- Steve Hely: Ed Silver

## Música del film
1. "Main Title" (3:35)
2. "A Start" (2:27)
3. "Waiting" (2:35)
4. "Back on the Field" (2:07)
5. "To Notre Dame" (6:55)
6. "Tryouts" (4:27)
7. "The Key" (3:55)
8. "Take Us Out" (1:51)
9. "The Plaque" (2:36)
10. "The Final Game" (6:16)

La banda sonora de Rudy ha estat utilitzada en més de 12 pel·lícules, incloses les de Angels in the outfield, The Deep End of the Ocean, Good Will Hunting i Spirit: El corcel indomable.
El 2008, el senador d'Arizona, John McCain va utilitzar "Take Us Out" com a himne oficial durant la seva campanya presidencial. La peça musical va ser interpretada en els esdeveniments més importants com en el discurs d'acceptació a la candidatura en la Convenció Nacional Republicana i després que es que va anunciar que la governadora d'Alaska, Sarah Palin seria la seva companya a Dayton, Ohio.

## Crítiques
Rudy va rebre ressenyes positives sobretot dels crítics. Roger Ebert del Chicago Sun-Times va escriure que "té una frescor i una serietat que ens implica i al final de la pel·lícula acceptem el somni de Rudy com una mica més que simplement el sentiment esportiu. És un exemple petit però de gran abast de l'esperit de l'ésser humà". Stephen Holden de The New York Times que "malgrat la falta de suport a Rudy, la pel·lícula també compta amb un realisme descarnat que no es troba en moltes versions més costoses amb situacions similars i el seu final feliç no és el típic salt fantasiós de Hollywood". A The Washington Post, Richard Harrington va dir "un drama familiar de caràcter dolç en el qual anys d'esforç són recompensats per un breu moment de glòria". Kenneth Turan de Los Angeles Times va qualificar la pel·lícula com a "dolç caràcter i sorprenent... Aquest és un dels mai rendir-se, és una pel·lícula d'esports que cap quantitat de cinisme pot fer-hi forat".